# Open lucht

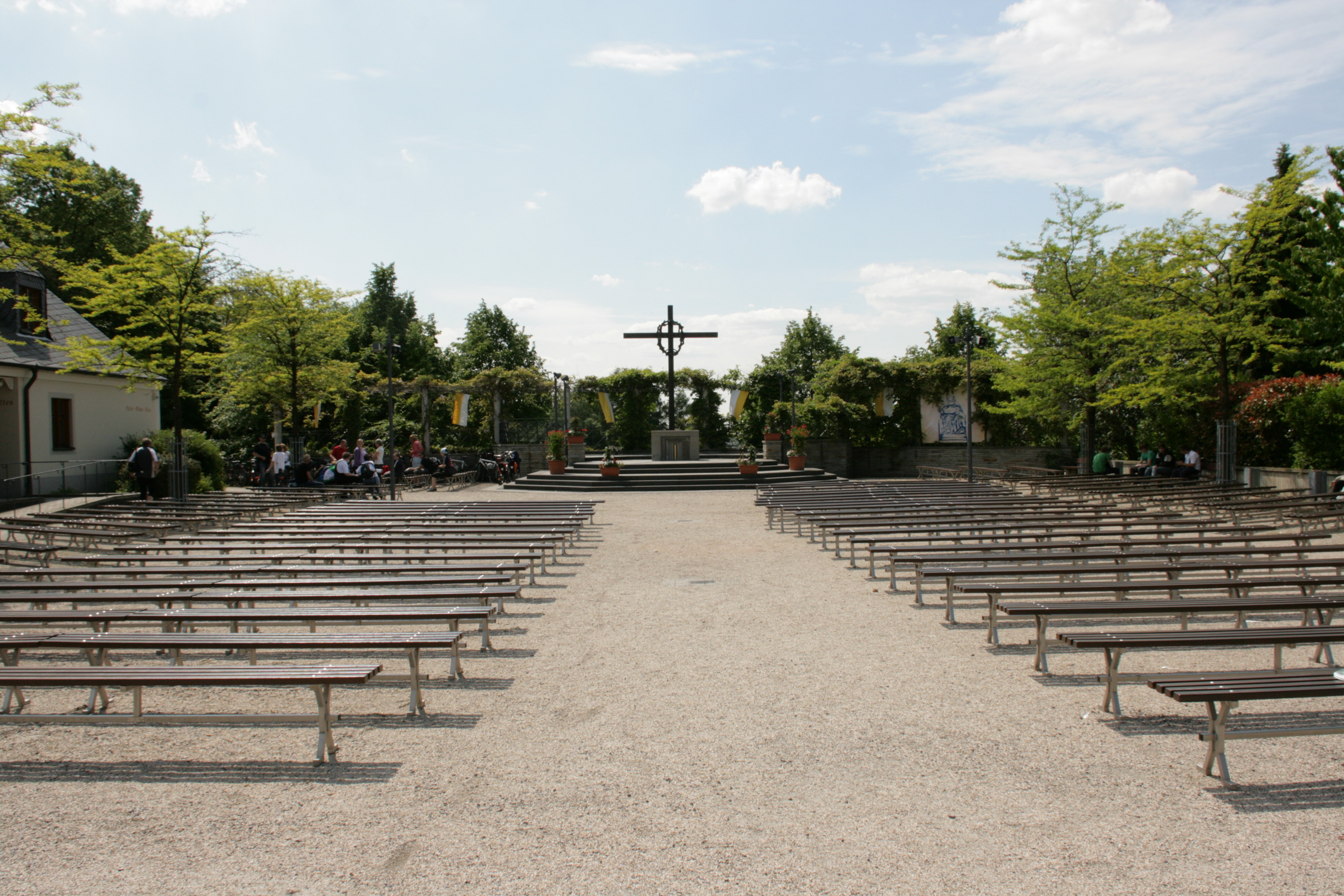
Een openluchtkerkzaal in Bochum.

De open lucht of openlucht is de ruimte buitenshuis, op straat, in het park of buiten de stad. De term onderstreept het onbegrensde en vaak ook natuurlijke karakter van de locatie. De buitenlucht is hetzelfde, maar die term legt de nadruk meestal op de gezondheid van de frisse lucht en minder op de vrije natuur in het landschap. De meeste openbare ruimte bevindt zich in de open lucht.
De eerste openluchtschool in Nederland was de Eerste Nederlandse Buitenschool, opgericht in Den Haag in 1913. De gezondheid van kinderen bleek gebaat te zijn bij de frisse lucht, maar de schoolprestaties bleven achter bij de verwachting en het concept was geen lang leven beschoren. Na de Tweede Wereldoorlog kwam er wel meer aandacht voor de lichte en open inrichting van schoolgebouwen.
Een openluchtmis is een katholieke eredienst onder het open hemelgewelf. Een dergelijke mis kan worden gehouden op een betekenisvolle plek of bij een kerk waar binnen onvoldoende ruimte is voor alle belangstellenden. In de tijd dat het protestantisme in de Nederlanden nog verboden was, kwamen de calvinisten clandestien bij elkaar voor hagenpreken.
Een openluchtzwembad kan een zwemplaats in een natuurlijk oppervlaktewater zoals een meer of een rivier zijn, of een bad met gezuiverd water waar speciale voorzieningen zoals een zeil het badwater tegen vervuiling moeten beschermen. Sommige zwembaden hebben een binnen- en een buitenbad, die met elkaar in verbinding kunnen staan.

## Kunst

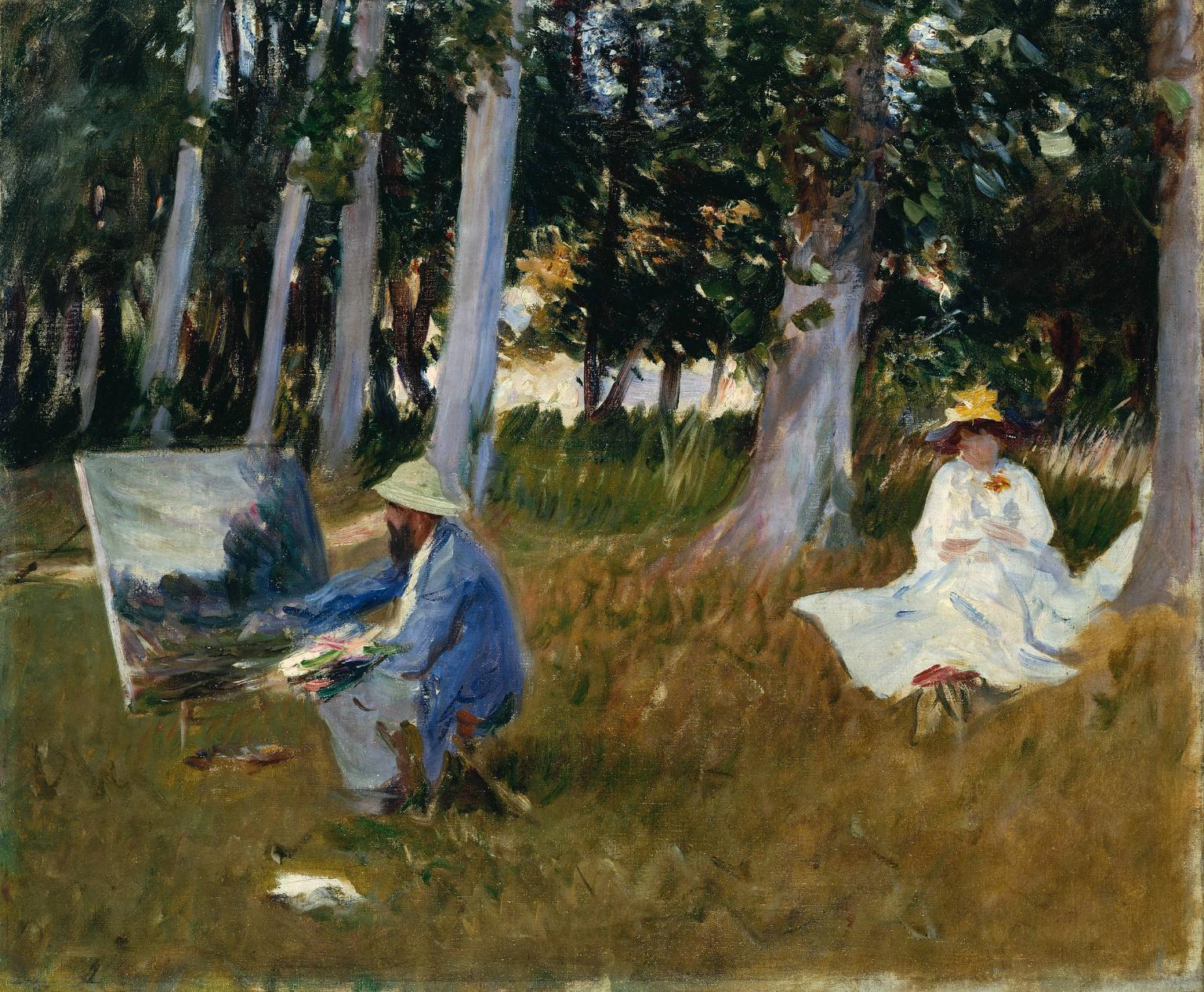
Claude Monet Painting by the Edge of a Wood, John Sargent, 1885.

Een openluchtmuseum is een museum met een permanente tentoonstelling in de buitenlucht, bijvoorbeeld omdat de collectie bestaat uit historische gebouwen of omdat een landschappelijke omgeving een toegevoegde waarde aan de expositie verleent, zoals in een beeldentuin.
Een openluchttheater is een theater voor openluchtspelen.
De Franse uitdrukking "en plein air" betekent letterlijk "in de open lucht" en wordt gebruikt voor de techniek van het schilderen in de buitenlucht. Sinds halverwege de 19e eeuw, toen natuurlijk licht minder vanzelfsprekend werd door de uitvinding van elektrische lampen en andere verlichtingstechnieken, is het schilderen en plein air een zelfstandig genre. De ontwikkeling van lang houdbare verf in tubes na 1870 was een versterkende factor. Vooral in het impressionisme en de School van Barbizon wordt deze vorm van schilderkunst gewaardeerd.
De Hongaarse componist Bartók schreef in 1926 de compositie Szabadban, "In de Open Lucht", een van zijn weinige composities met een programmatische titel.

## Taal
In België is de standaardtaal "in open lucht", in Nederland is dat "in de open lucht". Volgens de officiële Woordenlijst Nederlandse Taal is openlucht één woord, maar de oudere schrijfwijze als open lucht met een spatie is minstens even gangbaar.